# XXVII Brygada Piechoty (II RP)
XVIII Brygada Piechoty (XXVII BP) – wielka jednostka piechoty Armii Wielkopolskiej i Wojska Polskiego II RP.
Brygada sformowana została w 1919 r. jako I Brygada 1 Dywizji Strzelców Wielkopolskich. Po zjednoczeniu Wojska Wielkopolskiego z armią krajową przemianowana została na XXVII Brygadę Piechoty 14 Wielkopolskiej Dywizji Piechoty.
1 września 1920 r. dowódca 4 Armii podporządkował gen. Milewskiemu 15 pułk Ułanów Poznańskich i 2 baterię 7 dywizjonu artylerii konnej celem zabezpieczenia rejonu Wysokie Litewskie–Motykały.
W 1921 r. dowództwo XXVII BP przeformowane zostało w dowództwo piechoty dywizyjnej. 55 pułk piechoty wielkopolskiej podporządkowany został dowódcy 14 DP, natomiast 56 pułk piechoty wielkopolskiej podporządkowany został dowódcy nowo utworzonej 25 Dywizji Piechoty.

## Obsada personalna dowództwa
- gen. ppor. Michał Piotr Milewski

## Organizacja XXVII BP
- dowództwo
- 55 pułk piechoty wielkopolskiej (dawny 1 pułk strzelców wielkopolskich)
- 56 pułk piechoty wielkopolskiej (dawny 2 pułk strzelców wielkopolskich)
- 15 pułk Ułanów Poznańskich (czasowo w okresie bitwy nad Niemnem)